# Alberto Santoro
Alberto Santoro (Messina, 15 marzo 1989) è un arbitro di calcio italiano.

## Carriera
Inizia ad arbitrare nel 2005, arrivando nel 2012 in Serie D e ottenendo la promozione in Lega Pro dopo tre anni. Nel 2019 viene premiato come miglior arbitro siciliano.
Il 1º settembre 2020 viene promosso alla CAN A-B, gruppo di arbitri che dirige in Serie A e B. L'esordio in Serie B arriva il 3 ottobre, nella partita Venezia-Frosinone, terminata 0-2.
Il 7 febbraio 2021 debutta in Serie A, in occasione di Udinese-Hellas Verona, quattordici anni dopo Roland Herberg, l'ultimo arbitro messinese nella massima serie.
Il 1° luglio 2025 vengono rese pubbliche le volontarie dimissioni del fischietto siciliano.